# Segelfluggelände Grünstadt-Quirnheimer Berg

i7
i11
i13
Das Segelfluggelände Grünstadt-Quirnheimer Berg ist ein Segelfluggelände in Quirnheim nahe Grünstadt in Rheinland-Pfalz.

## Flugbetrieb
Das Segelfluggelände ist mit einer 900 m langen und 60 m breiten Start- und Landebahn aus Gras (Richtung 18/36) und einer 300 m langen und 30 m breiten Landebahn aus Gras (Richtung 01) ausgestattet. Es besitzt eine Betriebszulassung für Segelflugzeuge, Motorsegler, Luftfahrzeuge, soweit diese bestimmungsgemäß zum Schleppen von Segelflugzeugen oder Motorseglern eingesetzt werden, und Ultraleichtflugzeuge. Mit Ausnahmegenehmigung nach § 25 Luftverkehrsgesetz dürfen auch Motorflugzeuge landen. Der Start von Segelflugzeugen erfolgt per Windenstart oder Flugzeugschlepp. Der Halter und Betreiber des Segelfluggeländes ist der Luftfahrtverein Grünstadt und Umgebung e. V.

## Geschichte
Im Jahr 1927 hob vom Quirnheimer Berg das erste Segelflugzeug ab. Von 1945 bis 1950 waren in Deutschland private Flugaktivitäten verboten. Wegen der Errichtung einer Nachrichtenanlage wurde das Gelände 1953 von der amerikanischen Air Force beschlagnahmt. Im Jahr 1956 konnte ein völlig unebenes Gelände im Süden der Nachrichtenanlage erworben und zum Flugplatz ausgebaut werden, welcher ein Jahr später feierlich eröffnet wurde.